# Половинное (озеро, Лебяжинский сельский округ)
Половинное (каз. Половинное) — горько-солёное озеро в районе Магжана Жумабаева Северо-Казахстанской области Казахстана и частично в Исилькульском районе Омской области России. Находится в 7 км к северо-востоку от казахстанского села Лебяжье в урочище Камышловский лог.
По данным топографической съёмки 1940-х годов, площадь поверхности озера составляет 11,92 км². Наибольшая длина озера — 6,1 км, наибольшая ширина — 3 км. Длина береговой линии составляет 16,3 км, развитие береговой линии — 1,32. Озеро расположено на высоте 108,5 м над уровнем моря.
По данным исследований второй половины 1950-х годов, площадь поверхности озера составляет 10 км². Наибольшая длина озера — 5,7 км, наибольшая ширина — 2,4 км. Длина береговой линии составляет 16,5 км.